# Med lust och glädje tänker
Med lust och glädje tänker är en psalm "Herzlich thut mich erfreuen" av Johann Walter från 1552 som möjligen översattes eller bearbetades av Petrus Johannis Gothus (1536-1616). Psalmen utgavs i Een liten psalmbok (1602) och bearbetades senare av Axel Fredrik Runstedt 1911 till en psalm med nio verser. Britt G. Hallqvist bearbetade texten ytterligare 1978 och Johannis insatser i psalmen togs då bort. Psalmen handlar om livet efter döden och i den första versen liknas det nya livet med en sommartid som Gud berett.
Under titelraden "Migh giör stoor lust och glädie" publicerades den med ett omfång av hela trettioen verser som den näst sista psalmen i 1695 års psalmbok, före Herre, signe du och råde med sin enda vers. 1695 års text finns på Wikisource.
Psalmen inleds 1695 med orden:
Migh giör stoor lust och glädie
Then skiöna sommartijd
Melodin (F-dur, 2/2) räknas som en svensk folkmelodi (d.v.s. kompositör okänd) känd från 1693 och används även för psalmerna Som spridda sädeskornen (1986 nr 71), Som sol om våren stiger (1986 nr 162) och Den blida vår är inne (1986 nr 197). Redan enligt 1697 års koralbok användes melodin till fler psalmer: Den blomstertid nu kommer (1695 nr 317, 1986 nr 199) och Min Gud och Fader käre (1695 nr 355).

## Publicerad som
- Nr 412 i 1695 års psalmbok under rubriken "Om thet ewiga Lifwet".
- Nr 668 i Nya psalmer 1921, tillägget till 1819 års psalmbok under rubriken "De yttersta tingen: Uppståndelsen, domen och det eviga livet".
- Nr 592 i 1937 års psalmbok under rubriken "Uppståndelsen, domen och det eviga livet".
- Nr 324 i 1986 års psalmbok, 1986 års Cecilia-psalmbok, Psalmer och Sånger 1987, Segertoner 1988 och Frälsningsarméns sångbok 1990 under rubriken "Himlen".
- Nr 567 i Finlandssvenska psalmboken 1986 under rubriken "Det kristna hoppet", dock med en annorlunda text än i Den svenska psalmboken 1986.